# Традиция Фолсом
Фо́лсом, в зарубежной периодике — Традиция Фолсом, Культура Фолсом, Фолсомский комплекс (англ. Folsom Complex) — условное обозначение палеоиндейской археологической культуры или, скорее, надкультурной традиции, распространённой в доисторический период в центральной части Северной Америки. Термин впервые предложил в 1927 году Джесси Дейд Фиггинс, директор Колорадского музея естественной истории.
Для фолсомской традиции характерно использование своеобразных «фолсомских наконечников», а также многочисленные места с останками большого количества убитых животных, где они, по-видимому, подвергались разделке и где наряду с костями также обнаружены фолсомские каменные орудия.
Типовым памятником является расположенное в болотистой местности массовое скопление костей убитых животных около деревни Фолсом (Нью-Мексико, США), округ Колфакс (Colfax County, 29CX1), которое обнаружил около 1908 г. Джордж Макджанкин (George McJunkin, темнокожий ковбой и бывший раб, живший в Техасе с детства). Первые раскопки, однако, были проведены лишь в 1926 году.
Ряд памятников с останками животных содержит довольно большое количество костей — до 50 убитых бизонов, хотя питание фолсомцев включало и таких животных, как горный баран, сурок, олень и американский кролик.
Ещё одним характерным памятником является стоянка Линденмайер в Колорадо, населённая в течение длительного периода. При раскопках у города Хэнсон в штате Вайоминг отвердения в структуре почвы также указывают на когда-то существовавшие здесь жилища, не сохранившиеся до наших дней.
Предполагается, что традиция Фолсом развилась из более ранней культуры Кловис и относится примерно к 9000—8000 гг. до н. э.